# Scogli dei Bovi Marini
Gli scogli dei Bovi Marini si trovano nell'arcipelago delle isole Pelagie, in Sicilia.
Amministrativamente appartengono a Lampedusa e Linosa, comune italiano della provincia di Agrigento.
Si trovano di fronte alla costa nord-orientale dell'isola di Linosa.